# 托拉堡
托拉堡（義大利語：Castel di Tora）是意大利列蒂省的一个市镇。总面积15.66平方公里，人口304人，人口密度19.4人/平方公里（2009年）。ISTAT代码为057013。